# Montcy-Notre-Dame
Montcy-Notre-Dame – miejscowość i gmina we Francji, w regionie Grand Est, w departamencie Ardeny.
Według danych na rok 1990 gminę zamieszkiwało 1419 osób, a gęstość zaludnienia wynosiła 231 osób/km².